# Rovenskij rajon
Il Rovenskij rajon (in russo Ровенский район?) è un rajon dell'Oblast' di Saratov, nella Russia europea; il suo capoluogo è Rovnoe.